# Thelma Parr
Thelma Parr (19 de octubre de 1906 - 13 de febrero de 2000) fue una actriz cinematográfica estadounidense nativa de Oregón. Es recordada por sus papeles en comedias de Mack Sennett como una de las Sennett Bathing Beauties, apareciendo en numerosas películas de Mack Sennett. Parr, al parecer una descendiente de Thomas Paine, fue considerada por los críticos de cine como una de las más hermosas morenas en las películas del Hollywood de los años 1920.

## Vida y carrera
Estaba casada con el intérprete de banjo, William E. Goman, con quien contrajo matrimonio en Santa Ana, California el 21 de mayo de 1925. Parr obtuvo una sentencia de divorcio de Goman en abril de 1930. La carrera cinematográfica de Parr se terminó por un accidente de automóvil en el que ella sufrió lesiones faciales en marzo de 1928. Su boca fue gravemente mutilada cuando fue arrojada contra el parabrisas del auto en el que viajaba como pasajera. También sufrió cortes en el cuello y los brazos. Parr recibió 7.112 dólares de compensación por parte del conductor del vehículo, Kennett Sanderson.

## Muerte
Thelma Parr murió en San Clemente, California en 2000, a la edad de 93 años.

## Filmografía
| Año  | Título                     | Papel                                                            | Notas                                   | Ref.   |
| ---- | -------------------------- | ---------------------------------------------------------------- | --------------------------------------- | ------ |
| 1925 | His Marriage Wow           | Invitada de boda                                                 |                                         | [ 4 ]  |
| 1925 | The Raspberry Romance      | Mrs. Arthur Fish                                                 |                                         |        |
| 1925 | Bashful Jim                | Actriz en la película The Power                                  |                                         | [ 4 ]  |
| 1925 | Breaking the Ice           | Gloria Morgan                                                    |                                         | [ 4 ]  |
| 1925 | The Lion's Whiskers        |                                                                  |                                         | [ 5 ]  |
| 1925 | Skinners in Silk           | La esposa del promotor                                           |                                         |        |
| 1925 | Tee for Two                | Lucille van Huff                                                 |                                         |        |
| 1925 | Hurry, Doctor!             | Helen Waring                                                     |                                         | [ 6 ]  |
| 1925 | Good Morning, Madam        | Thelma Meadows                                                   |                                         |        |
| 1925 | Take Your Time             | Thelma Lovejoy                                                   |                                         |        |
| 1925 | The Window Dummy           | Thelma Brooks                                                    |                                         | [ 7 ]  |
| 1925 | From Rags to Britches      | Bathing Beauty                                                   |                                         | [ 8 ]  |
| 1926 | The Gosh-Darn Mortgage     | Tessie Spruder                                                   |                                         | [ 9 ]  |
| 1926 | Wide Open Faces            | Thelma Lee                                                       |                                         | [ 5 ]  |
| 1926 | Whispering Whiskers        | Pasajera de tren                                                 | También conocido como: We Want Whiskers | [ 10 ] |
| 1926 | The Funnymooners           | Thelma                                                           |                                         | [ 5 ]  |
| 1926 | Meet My Girl               | Thelma Lane                                                      |                                         |        |
| 1926 | Hooked at the Altar        | Thelma Stetson                                                   |                                         | [ 11 ] |
| 1926 | Hubby's Quiet Little Game  | Thelma Stone                                                     |                                         | [ 12 ] |
| 1926 | When a Man's Prince        | Chica en la fiesta                                               |                                         | [ 13 ] |
| 1926 | Her Actor Friend           | Mrs. Charlie Dingle                                              |                                         | [ 13 ] |
| 1926 | Smith's Landlord           | Mrs. Crabtree                                                    |                                         |        |
| 1926 | The Perils of Petersboro   | Thelma Knight                                                    |                                         | [ 14 ] |
| 1926 | Masked Mamas               | Thelma Denton                                                    |                                         | [ 15 ] |
| 1926 | The Divorce Dodger         | Betty Brent                                                      |                                         | [ 16 ] |
| 1926 | A Blonde's Revenge         | Esposa del banquero                                              |                                         | [ 16 ] |
| 1927 | Should Sleepwalkers Marry? | Mrs. George Stevens                                              |                                         | [ 17 ] |
| 1927 | A Hollywood Hero           |                                                                  |                                         | [ 17 ] |
| 1927 | The Scorcher               |                                                                  |                                         |        |
| 1927 | Peaches and Plumbers       | La sirvienta                                                     |                                         | [ 18 ] |
| 1927 | A Small Town Princess      |                                                                  |                                         |        |
| 1927 | Catalina, Here I Come      | Nadadora                                                         |                                         | [ 19 ] |
| 1927 | His First Flame            | Chica a la que se le cae el pañuelo fuera del parque de bomberos |                                         |        |
| 1928 | The Devil's Tower          | Doris Stilwell                                                   |                                         |        |
| 1930 | My Harem                   |                                                                  |                                         |        |